# Il pirata

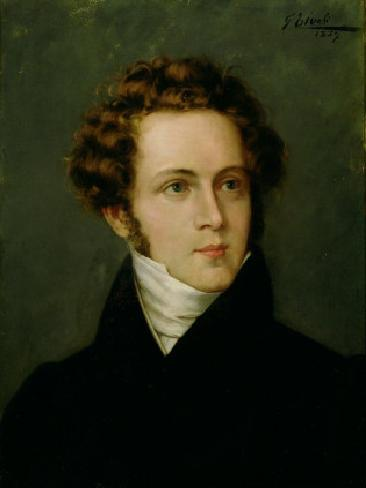
Vincenzo Bellini

Il pirata (Piraten) är en italiensk opera i två akter med musik av Vincenzo Bellini och libretto av Felice Romani efter Charles Nodiers och Isidore Justin Séverin Taylors melodram Bertram, ou le pirate (1826), i sin tur byggd på Charles Maturins drama Bertram or The Castle of Saint Aldobrand (1816).

## Historia
Il pirata var den första av sju operor som Bellini komponerade i samarbete med Felice Romani. Verket är urtypen för den italienska romantiska operan, alldeles som Friskytten är för den tyska. Il pirata hade premiär den 27 oktober 1827 på Teatro alla Scala i Milano. Det var Bellinis första internationella succé och han framstod nu som den främste operatonsättaren i generationen efter Rossini. Rollen som Gualtiero skrevs för Giovanni Battista Rubini som till en början var missnöjd med den till synes enkla musikstilen hos Bellini men som efterhand blev en passionerad beundrare och en av tonsättarens mest trofasta medarbetare. Operan uppfördes över hela Europa och även i New York (1832), Buenos Aires och Havanna fram till omkring 1850. Därefter försvann den men togs upp igen 1958 på La Scala med Maria Callas som Imogene.

## Personer

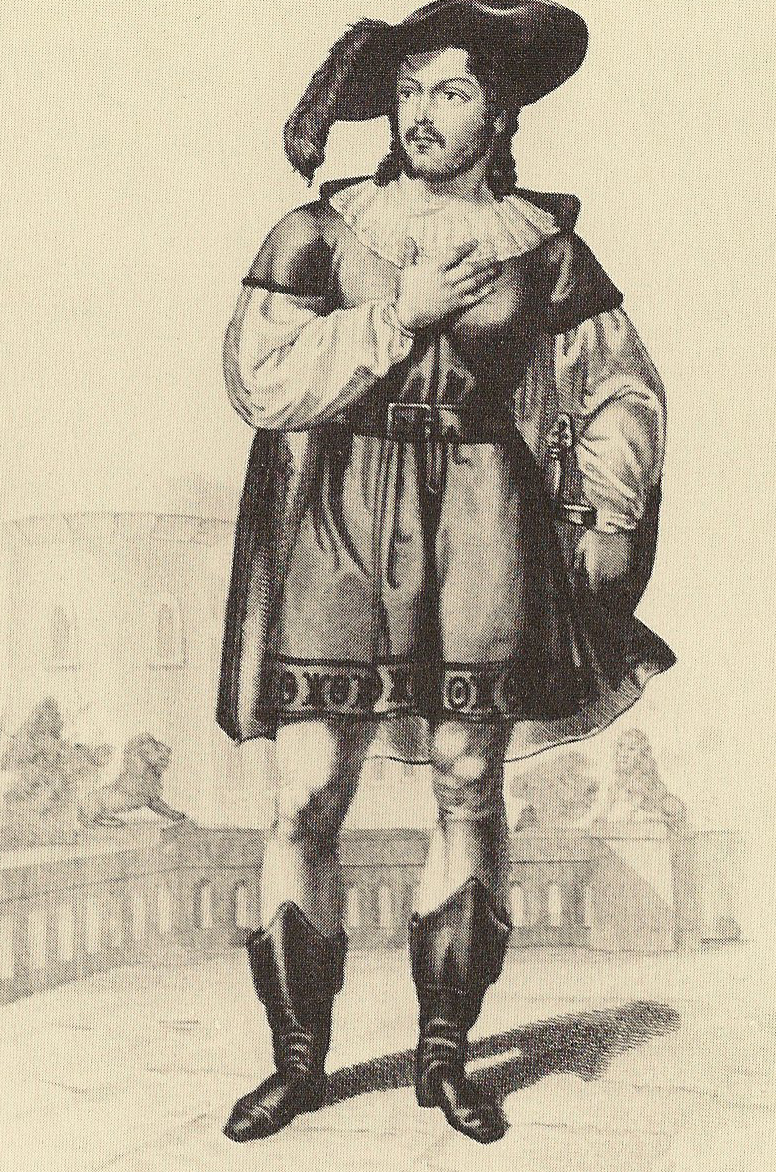
Giovanni Batista Rubini som Gualtiero

- Ernesto, hertig av Caldora (baryton)
- Imogene, hans hustru (sopran)
- Gualtiero, tidigare greve av Montalto (tenor)
- Itulbo, Gualtieros löjtnant (tenor)
- Goffredo, en eremit, en gång lärare till Gualtiero (bas)
- Adele, Imogenes förtrogna (sopran)
- En liten pojke, son till Imogene och Ernesto (stum roll)
- Fiskare, pirater, riddare, damer (kör)

## Handling
Akt I
Gualtiero, som landsförvisats och blivit anförare för ett piratband, har efter sitt nederlag i striden mot Ernesto, som nu är gift med hans älskade Imogene, strandat nära det sicilianska slottet Caldora. Imogene kommer ned till stranden och frågar efter nyheter om piraternas nederlag och Gualtieros förmodade död. På natten söker Gualtiero upp Imogene som berättar att hon tvingats äkta Ernesto, och de älskande tar ett tårfyllt farväl av varandra. Ernesto kommer hem från sin seger över piraterna som han firar med sina män och ger order om att de skeppsbrutna, som hans hustru har berett husrum, skall köras bort nästa dag.
Akt II
Gualtiero ber Imogene om ännu ett möte där han försöker övertala henne att fly med honom, men hon anser det vara sin plikt att stanna hos man och barn fastän hon har berättat för Ernesto att hon alltjämt älskar en annan. Han överraskar dem nu, och i duellen dödar Gualtiero honom. Han döms till döden och Imogene blir vansinnig.